# Oscar van Hemel
Oscar van Hemel (3 de agosto de 1892-9 de julio de 1981) fue un violinista holandés-belga, profesor de música y compositor de música clásica contemporánea. Su obra incluye dos óperas y sinfonías.

## Vida y educación
Van Hemel nació en 1892 en Amberes, Bélgica, donde estudió con August de Boeck y Lodewijk Mortelmans en el Conservatorio Real de Amberes. Durante la Primera Guerra Mundial fue herido en la batalla de Halen. Con la ayuda de la Cruz Roja, huyó en mayo de 1915 a Roosendaal en los Países Bajos durante el bombardeo de Amberes. Posteriormente, tocó el violín en la orquesta de la Ópera Nacional de Holanda en Ámsterdam. 
En 1918 se mudó a Bergen op Zoom, donde se convirtió en profesor de violín, piano y teoría musical en la escuela de música municipal. Ahí, también conoció a su futura esposa, Annie Wouters, con quien se casó en agosto de 1923. Juntos tuvieron 10 hijos. De 1931 a 1933 estudió composición musical con Willem Pijper en Róterdam. En 1949, van Hemel y su familia se mudaron a Hilversum.

## Composiciones musicales
Van Hemel compuso música de cámara, música sacra, canciones y música coral, música para orquesta, incluyendo sinfonías y dos óperas, Viviane y De prostituée (The Prostitute). 
La música de Van Hemel fue a veces elogiada como "encantadora" y espontánea. Otros fueron más críticos y lamentaron la falta de originalidad. Sin embargo, en la década de 1950, la música de van Hemel fue muy popular en los Países Bajos. En 1962, van Hemel recibió el ANV-Visser Neerlandiaprijs por su Quartetto di strumenti ad arco no. 6. En el mismo año, fue nombrado caballero en la Orden de Orange-Nassau.
- Datos: Q2189457
- Multimedia: Oscar van Hemel / Q2189457